# Bahama (navire)
Pour l’article homonyme, voir Bahama.
Le Bahama est un vaisseau de 74 canons en service dans la marine espagnole à la fin du XVIIIe siècle et au début du XIXe siècle. Prévu comme un vaisseau de 64 canons, il est réaménagé par la suite.
Il participe aux guerres napoléoniennes et combat à la bataille de Trafalgar sous le commandement de Dionisio Alcalá Galiano.